# Croazia all'Eurovision Young Musicians
La Croazia ha debuttato all'Eurovision Young Musicians nel 1994, dopo la dissoluzione della Federazione Jugoslava.
Nel 2020 avrebbe dovuto ospitare a Zagabria la ventesima edizione della manifestazione, prima di essere cancellata a causa della pandemia di COVID-19.

## Partecipazioni
- Primo posto
- Secondo posto
- Terzo posto

| Anno                            | Artista              | Strumento   | Canzone | Posizione           | Posizione           |                   |
| Anno                            | Artista              | Strumento   | Canzone | Finale              | Semifinale          |                   |
| ------------------------------- | -------------------- | ----------- | --- | ------------------- | ------------------- | ----------------- |
| 1994                            | Ana Vidović          | Chitarra    | 1) Serenata española di Joaquín Malats | Non qualificata     | Non qualificata     |                   |
| Nessuna partecipazione nel 1996 |                      |             | |                     |                     |                   |
| 1998                            | Monika Leskovar      | Violoncello | 1) Concerto per Violoncello e Orchestra, adagio di Edward Elgar | 2º                  | N.A.                |                   |
| Nessuna partecipazione nel 2000 |                      |             | |                     |                     |                   |
| 2002                            | Ivo Dropulich        | Violino     | N.A. | Non qualificata     | Non qualificata     |                   |
| 2004                            | Kajana Pačko         | Violoncello | N.A. | Non qualificata     | Non qualificata     |                   |
| 2006                            | Varga Zita           | Violoncello | N.A. | Non qualificata     | Non qualificata     |                   |
| 2008                            | Marin Maras          | Violino     | 1) Sonata in C minore, Largo-Allegro moderato, di Francesco Geminiani 2) Scherzino di Franjo Krežma 3) Zigeunerweisen, Op.20, di Pablo de Sarasate                                                                                      | Non qualificata     | Non qualificata     |                   |
| 2010                            | Filip Merčep         | Percussione | 1) Concerto per Marimba e Orchestra di archi, secondo movimento, di Emmanuel Sejourne | F                   | N.A.                |                   |
| 2012                            | Katarina Kutnar      | Violino     | 1) Scherzo in C minore dalle sonate F-A-E, di Johannes Brahms 2) Carmen Phantasie, Op.66 di Franz Drdla | Non qualificata     | Non qualificata     |                   |
| 2014                            | Sara Domjanić        | Violino     | 1) Sonata for Violin on C Minor, Op.45, No.3, Primo movimento: Allegro molto ed appassionato, di Edvard Grieg 2) Valse-Scherzo in C Maggiore, Op.34 di Piotr Tchaikovsky 3) Zigeunerweisen, Op.20, di Pablo de Sarasate (Serata finale) | F                   | Niente semifinali   | Niente semifinali |
| 2016                            | Marko Martinović     | Tamburica   | 1) Meditationen (dall'Opera Thaïs), di Jules Massenet | F                   | Niente semifinali   | Niente semifinali |
| 2018                            | Jan Tominić          | Sassofono   | 1) Fantaisie sur un thème original, di Jules Demersseman 2) Cinq danses exotiques, di Jean Françaix 3) Aria, di Eugène Bozza 4) Brasileira da Scaramouche, di Darius Milhaud                                                            | Non qualificata     | Non qualificata     |                   |
| 2020                            | Ivan Petrović-Poljak | Pianoforte  | Edizione cancellata | Edizione cancellata | Edizione cancellata |                   |
| 2022                            | Ivan Petrović-Poljak | Pianoforte  | 1) Concerto per pianoforte n. 1 in Mi bemolle minore di Franz Liszt | F                   | Niente semifinali   |                   |
| Nessuna partecipazione nel 2024 |                      |             | |                     |                     |                   |